# Bjørnar Holmvik
Bjørnar Holmvik född 2 juni 1985 är en norsk fotbollstränare och tidigare fotbollsspelare (försvarare). Han är tränare i FK Vidar.

## Karriär
Holmviks moderklubb är SF Grei. Han har därefter spelat för norska Stabæk Fotball, SK Brann och Sandnes Ulf.
I juli 2013 skrev Holmvik på ett ettårskontrakt med svenska Kalmar FF. Den 31 mars 2014, transferfönstrets sista dag, blev Holmvik klar för norska Fredrikstad FK.
Efter säsongen 2019 avslutade Holmvik sin spelarkarriär och blev tränare i FK Vidar.